# Monopoly The Simpsons
 (avril 2025).
Motif : WP:CAA non respecté
- Archive Wikiwix
- Bing
- Cairn
- DuckDuckGo
- E. Universalis
- Gallica
- Google
- G. Books
- G. News
- G. Scholar
- Persée
- Qwant
- (zh) Baidu
- (ru) Yandex
- (wd) trouver des œuvres sur Wikidata

| 1. | Préciser le motif de la pose du bandeau. | Précisez le motif de la pose du bandeau en utilisant la syntaxe suivante : {{admissibilité à vérifier\|date=avril 2025\|motif=remplacez ce texte par le motif}}                            |
| 2. | Informer les utilisateurs concernés.     | Pensez à avertir le créateur de l'article, par exemple, en insérant le code ci-dessous sur sa page de discussion : {{subst:avertissement admissibilité à vérifier\|Monopoly The Simpsons}} |

Le Monopoly Les Simpson (Monopoly The Simpsons) est un jeu de société dérivé du célèbre jeu Monopoly publié en 1933 par les frères Parker. Le but du jeu étant de ruiner ses adversaires par le biais d'opérations immobilières.
Les Simpson est une série télévisée d'animation américaine créée par Matt Groening et diffusée depuis le 17 décembre 1989 sur le réseau Fox.
La série met en scène la vie quotidienne des Simpson, caricatures de la famille américaine moyenne. Ceux-ci doivent souvent faire face à des aventures parodiant le style de vie américain. Les membres de la famille, tous jaunes de peau, sont Homer, Marge, Bart, Lisa et Maggie.
Le Monopoly Simpson est un monopoly normal, mais les cases de propriétés sont adaptées à la ville de Springfield des Simpson ainsi que les cartes chances et caisses de communauté (voir Monopoly pour les règles).

## Scénario
Le Monorail arrive à Springfield, de ce fait, toute la ville est à vendre.

## Contenu du jeu
- Plateau de jeu,
- 28 cartes titre de propriété,
- 1 liasse de billets de banque Monopoly les Simpson,
- 16 cartes Chance,
- 16 cartes Caisse de communauté,
- 32 arrêts Monorail et 12 gares Monorail,
- 8 pions en étain Personnages Simpson,
- 2 dés,
- Règle du jeu.

## Règles de base du Monopoly
Les propriétés sont groupées par couleurs. Dès qu’un joueur est en possession de l’ensemble des propriétés d’une même couleur, il est en mesure d’y construire des maisons et des hôtels, le joueur possède donc un monopole. Il doit construire uniformément : il ne peut y avoir plus d’une maison de différence entre deux terrains de la même couleur (un hôtel correspond à 5 maisons). De plus, on ne peut construire qu’un seul hôtel par terrain.

### Déroulement
Le jeu se déroule en tour par tour, avec deux dés ordinaires à 6 faces. Chaque joueur lance les dés, avance son pion sur le parcours, puis selon la case sur laquelle il s’arrête effectue une action correspondante :
- Un terrain, une gare ou un service public n’appartenant à personne : il a alors le droit de l’acheter. S’il n’exerce pas son droit de préemption, le banquier met le terrain aux enchères sans prix de départ prédéfini.
- Un terrain, une gare ou un service public lui appartenant : rien ne se passe.
- Un terrain, une gare ou un service public appartenant à quelque autre joueur : il lui paye la somme due pour une nuitée passée sur ce terrain.
- Case Chance : il tire une carte Chance. Cette case ne porte pas nécessairement chance : il peut en effet s’agir d’une amende. Chance (en français) est une adaptation de Chance (en anglais) qui signifie plutôt hasard.
- Case Caisse de Communauté : il tire une carte Caisse de Communauté.
- Case taxe de luxe : il en paye le montant à la banque.
- Case Départ : il gagne 200 €.
- Case impôts sur le revenu : il paye 200 à la banque
- Case Allez en Prison : il va en prison et place son pion sur la case prison.
- Case Simple visite : case neutre.
- Case Prison : il applique les règles pour en sortir.
- Case Parc gratuit : case neutre

### Fin du jeu
Le vainqueur est le dernier joueur n’ayant pas fait faillite et qui possède de ce fait le monopole (mais en revanche ne dispose plus d’aucun client potentiel).

### Variantes
Il existe de nombreuses règles « maison » qui ne figurent pas sur la notice du jeu original mais proviennent de variante :  Tel que toucher une double paie si on arrête sur la case Départ (edition voyage) , que toutes les amendes financent un pot, placé au milieu du plateau, que le joueur qui s’arrête sur la case Parking Gratuit récolte (edition junior), ou achat illimité d’hôtels par case d’une couleur possédée, etc.
La règle officielle est formelle : lorsqu’on est en prison, on ne paie plus de loyers, tandis que l’on continue à les encaisser. Dans les années 1960 en France, cela paraissait immoral et une règle de substitution fréquente était qu’on ne touchât aucun de loyer durant sa période d’emprisonnement.
- Une autre variante était de ne pas mettre les terrains aux enchères.

## Détail du contenu, les différences avec le Monopoly classique

### Billets
Chaque billet est à l'effigie d'un personnage de la série, mais les valeurs et leur utilisation restent les mêmes que dans le jeu classique: 
- $1: Maggie
- $5: Lisa
- $10: Bart
- $20: Homer
- $50: Marge
- $100: Abraham (Grand-père)
- $500: M. Burns

### Propriétés
Voici le nom de chaque lieu possible d'acheter (les propriétés) et son prix (NB : les prix sont les mêmes que ceux du jeu classique) :
- Roses : Décharge municipale $60 / Ferme de Cletus $60
- Bleu clair : Chez Herman, le broc' militaire$100 / Donjon de l'Androïde $100 / Kwik-e-Mart $120
- Violettes : Taverne de Moe $140 / Boîte de Jazz $140 / Boîte de Disco Stu $160
- Orange : Salle de Jeux vidéo $180 / Mini-Golf "Putt-a-lots" $180 / Bowl-a-rama de Barney$200
- Rouges : Motel "Ye olde off-ramp" $220 / Rancho Thalasso $220/ Hôtel du Bien dormir $240
- Jaunes : Restaurant "au Frying Dutchman" $260 / Restaurant "Happy Sumo" $260 / Chez Gilbert $280
- Vertes : Paradis de la Duff $300 / Itchy et Scratchy Land $300 / Studios Krusty $320
- Bleu foncé : Golf de Springfield $350 / Propriété de M. Burns $400
- Gares : Gare d'Haverbrook Nord / Gare de Springfield / Gare de Shelbyville / Gare d'Ogdenville
- Services publics : Centrale nucléaire de Springfield $150 / Compagnie des eaux de Springfield $150

### Pions
Chaque joueur choisi un pion au début d'une partie. Dans cette édition, il dispose de ceux-ci:
- Petit papa Noël
- Kang
- Homer dans le rôle du conducteur
- Bart dans son go-kart
- Blinky
- Jebediah Springfield
- Bus d'Otto
- Donuts

### Autres cases du plateau
- Caisse de communauté (*3: sur la première, deuxième et quatrième avenue)
- Chance (*3: sur la première, troisième et quatrième avenue)
- "Taxe sur la protection, pas obligatoire mais fortement conseillée"("Impôt sur le revenu" pour la version originale française)
- "Don non négligeable à l'Église de Springfield" ("Taxe de luxe" pour la version originale française)

Cases de virages (dans l'ordre):
- Départ
- Simple visite en prison
- Parc Gratuit
- Allez en prison

### Gares Monorail
Dans cette version, les arrêts jaunes et les gares bleues du Monorail remplacent les maisons et les hôtels du jeu classique.

## Plateau de jeu
Voila donc le plateau du jeu schématisé:
| Départ ⇒                                             | Départ ⇒                                             | Départ ⇒                                             | Décharge municipale — $ 60              | Caisse de Communauté                      | Ferme de Cletus — $ 60       | Taxe sur la protection, pas obligatoire mais fortement conseillée — $ 200 | Gare d'Haverbrook Nord — $ 200 | Chez Herman, le broc' militaire — $ 100 | Chance   | Donjon de l'Androïde — $ 100 | Kwik-e-Mart — $ 120 | Simple                                    | Simple                                    |                                           |
| Recevez $ 200 chaque fois que vous passez ici.       | Recevez $ 200 chaque fois que vous passez ici.       | Recevez $ 200 chaque fois que vous passez ici.       | Décharge municipale — $ 60              | Caisse de Communauté                      | Ferme de Cletus — $ 60       | Taxe sur la protection, pas obligatoire mais fortement conseillée — $ 200 | Gare d'Haverbrook Nord — $ 200 | Chez Herman, le broc' militaire — $ 100 | Chance   | Donjon de l'Androïde — $ 100 | Kwik-e-Mart — $ 120 | En Prison                                 | En Prison                                 | Visite                                    |
|                                                      |                                                      |                                                      |                                         | Caisse de Communauté                      |                              | Taxe sur la protection, pas obligatoire mais fortement conseillée — $ 200 | Gare d'Haverbrook Nord — $ 200 |                                         | Chance   |                              |                     | En Prison                                 | En Prison                                 | Visite                                    |
| Propriété de M. Burns — $ 400                        | Propriété de M. Burns — $ 400                        |                                                      | Monopoly                                | Monopoly                                  | Monopoly                     | Monopoly                                                                  | Monopoly                       | Monopoly                                | Monopoly | Monopoly                     | Monopoly            |                                           | Taverne de Moe — $ 140                    | Taverne de Moe — $ 140                    |
| Don non négligeable à l'Église de Springfield — $ 75 | Don non négligeable à l'Église de Springfield — $ 75 | Don non négligeable à l'Église de Springfield — $ 75 | Monopoly                                | Monopoly                                  | Monopoly                     | Monopoly                                                                  | Monopoly                       | Monopoly                                | Monopoly | Monopoly                     | Monopoly            | Centrale nucléaire de Springfield — $ 150 | Centrale nucléaire de Springfield — $ 150 | Centrale nucléaire de Springfield — $ 150 |
| Golf de Springfield — $ 350                          | Golf de Springfield — $ 350                          |                                                      | Monopoly                                | Monopoly                                  | Monopoly                     | Monopoly                                                                  | Monopoly                       | Monopoly                                | Monopoly | Monopoly                     | Monopoly            |                                           | Boîte de Jazz — $ 140                     | Boîte de Jazz — $ 140                     |
| Chance                                               | Chance                                               | Chance                                               | Monopoly                                | Monopoly                                  | Monopoly                     | Monopoly                                                                  | Monopoly                       | Monopoly                                | Monopoly | Monopoly                     | Monopoly            |                                           | Boîte de Disco Stu — $ 160                | Boîte de Disco Stu — $ 160                |
| Gare d'Ogdenville — $ 200                            | Gare d'Ogdenville — $ 200                            | Gare d'Ogdenville — $ 200                            | Monopoly                                | Monopoly                                  | Monopoly                     | Monopoly                                                                  | Monopoly                       | Monopoly                                | Monopoly | Monopoly                     | Monopoly            | Gare de Springfield — $ 200               | Gare de Springfield — $ 200               | Gare de Springfield — $ 200               |
| Studios Krusty — $ 320                               | Studios Krusty — $ 320                               |                                                      | Monopoly                                | Monopoly                                  | Monopoly                     | Monopoly                                                                  | Monopoly                       | Monopoly                                | Monopoly | Monopoly                     | Monopoly            |                                           | Salle de Jeux vidéo — $ 180               | Salle de Jeux vidéo — $ 180               |
| Caisse de Communauté                                 | Caisse de Communauté                                 | Caisse de Communauté                                 | Monopoly                                | Monopoly                                  | Monopoly                     | Monopoly                                                                  | Monopoly                       | Monopoly                                | Monopoly | Monopoly                     | Monopoly            | Caisse de Communauté                      | Caisse de Communauté                      | Caisse de Communauté                      |
| Itchy et Scratchy Land — $ 300                       | Itchy et Scratchy Land — $ 300                       |                                                      | Monopoly                                | Monopoly                                  | Monopoly                     | Monopoly                                                                  | Monopoly                       | Monopoly                                | Monopoly | Monopoly                     | Monopoly            |                                           | Mini-Golf "Putt-a-lots" — $ 180           | Mini-Golf "Putt-a-lots" — $ 180           |
| Paradis de la Duff — $ 300                           | Paradis de la Duff — $ 300                           |                                                      | Monopoly                                | Monopoly                                  | Monopoly                     | Monopoly                                                                  | Monopoly                       | Monopoly                                | Monopoly | Monopoly                     | Monopoly            |                                           | Bowl-a-rama de Barney — $ 200             | Bowl-a-rama de Barney — $ 200             |
|                                                      | Allez en Prison                                      |                                                      |                                         | Compagnie des eaux de Springfield — $ 150 |                              |                                                                           | Gare de Shelbyville — $ 200    |                                         |          | Chance                       |                     |                                           | Parc Gratuit                              |                                           |
| Chez Gilbert — $ 280                                 | Allez en Prison                                      | Restaurant "Happy Sumo" — $ 260                      | Restaurant "au Frying Dutchman" — $ 260 | Compagnie des eaux de Springfield — $ 150 | Hôtel du Bien dormir — $ 240 | Rancho Thalasso — $ 220                                                   | Gare de Shelbyville — $ 200    | Motel "Ye olde off-ramp" — $ 220        |          | Chance                       |                     |                                           | Parc Gratuit                              |                                           |